# Димінський Андрій Іванович
Андрі́й Іва́нович Димі́нський (13 грудня 1829, село Борщівці, нині Могилів-Подільського району Вінницької області — 1 (14) січня 1905, село Струга, нині Новоушицького району Хмельницької області) — український етнограф, фольклорист.

## Біографія
Андрій Іванович Димінський народився 13 грудня 1829 року в селі Борщівці на Поділлі (нині Могилів-Подільського району Вінницької області) в сім'ї кріпаків. Батько був столяром.
Спеціальної освіти не мав. Був дослідником-самоуком.
1840 року закінчив духовну школу в Кам'янці-Подільському.
1848 року Андрій Димінський при Кам'янецькій лікарській управі склав іспити на звання «майстра цирюльничого цеху». Так 19-річний юнак здобув право нижчої медичної практики.
Від 1848 року працював фельдшером у селі Гаврилівці (нині Кам'янець-Подільського району Хмельницької області).
1849 року Андрій Димінський розпочав збирати фольклорні записи.
Від 1850 року був писарем у сільській управі села Пукляки (нині Чемеровецького району Хмельницької області). Тут він одружився із полькою Марією Хобржинською. Від неї Андрій Іванович вивчився польської мови та письма (тому в пізніших записах Димінського трапляються пісні польською мовою). Пізніше Андрій Димінський був писарем в інших волостях.
Від 1856 року Димінський співпрацював із Російським географічним товариством, став його постійним, а згодом і дійсним членом. Від 1860 року — член-співробітник «Вольного экономического общества». Входив до складу Комітету грамотності, був відповідальним за Західно-Подільський регіон. 1862 року рада Російського географічного товариства присудила Димінському бронзову медаль. 1863 року Димінські переїхали в село Струга Ушицького повіту.
1876 року обраний дійсним членом Подільського статистичного комітету.
Помер 1 січня (14 січня за новим стилем) 1905 року в селі Струга (нині Новоушицького району Хмельницької області).

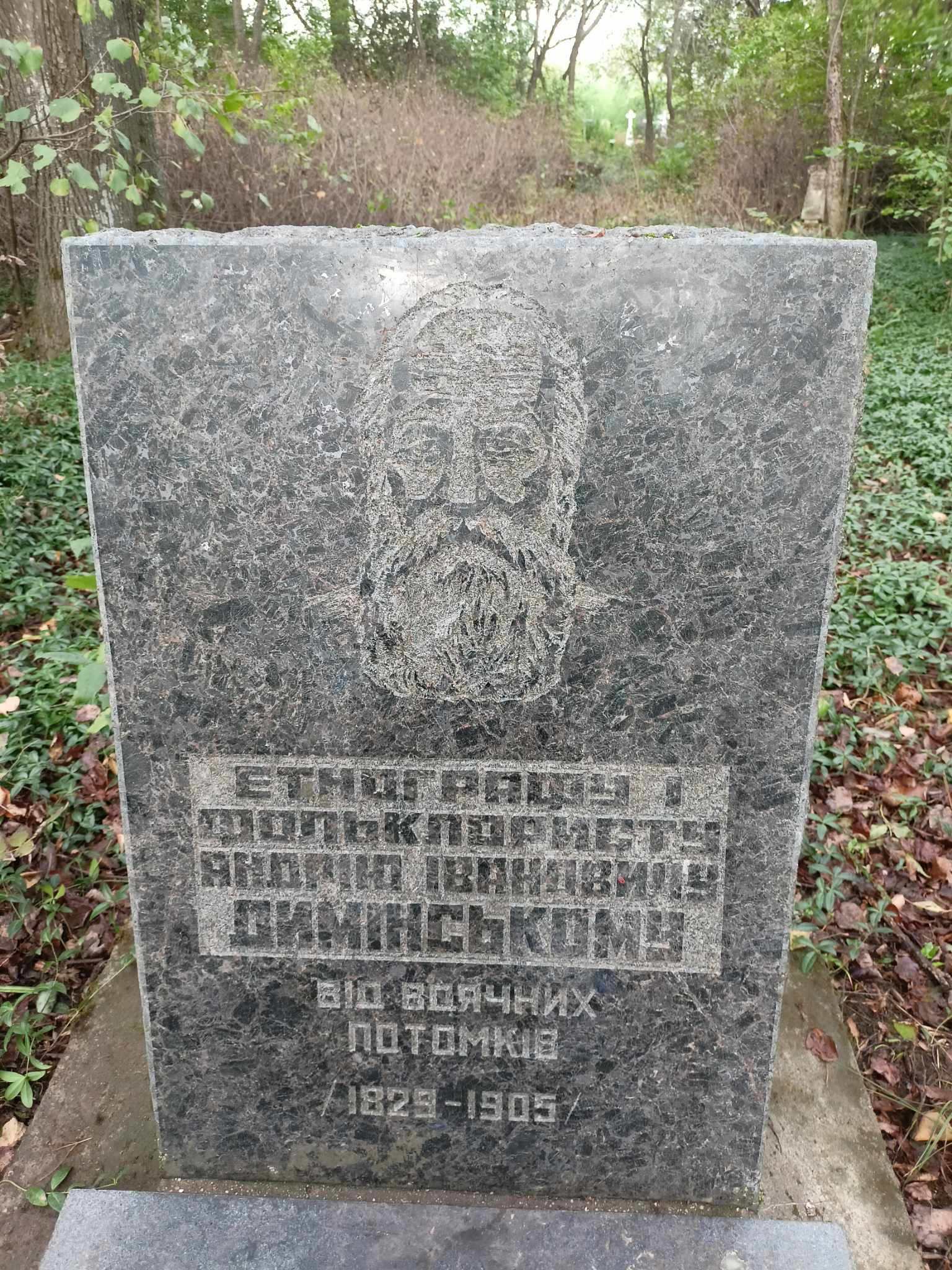
Могила А.І.Димінського в с.Струга

Мав дев'ятеро дітей. Син Йосип Димінський (1853–1893) (друга дитина в сім'ї Димінських) також був фольклористом і етнографом.

## Праці
На жаль, численні етнографічні записи Димінського, здебільшого, не збереглися. Виняток становлять хіба що «Коллекция подольских сказок, которые в 1850-60-х гг. собрал волостной писарь Дыминский» (частково опубліковані в «Трудах Этнографическо-Статистической Экспедиции в Юго-Западный край»), «Казки та оповідання з Поділля в записах 1850-1860-х років» (видані в 1928 році у Києві) та деякі інші матеріали. Серед них:
- «Подольские и малороссийские любовные песни» (1859),
- «Рассказ крестьянина о тюремных обычаях» (1864).

Всього ж, за далеко неповними даними, Андрій Димінський зібрав близько 2500 народних пісень, 2000 казок, 2000 приказок і загадок тощо. Окрім того, за свою подвижницьку діяльність удостоївся срібної медалі від Російського географічного товариства, членом якого перебував з 1870 року. Був знайомий з багатьма визначними українськими культурно-освітніми діячами: С.Руданським, П.Чубинським, Є.Сіцінським та іншими.
Зібрав 2500 подільських пісень, 2000 казок, 2000 прислів'їв і загадок.